# Rubus odoratus
La zarza de olor, zarza purpúrea,  (Rubus odoratus) es una zarza originaria de EE. UU., perteneciente a la familia de las rosáceas.

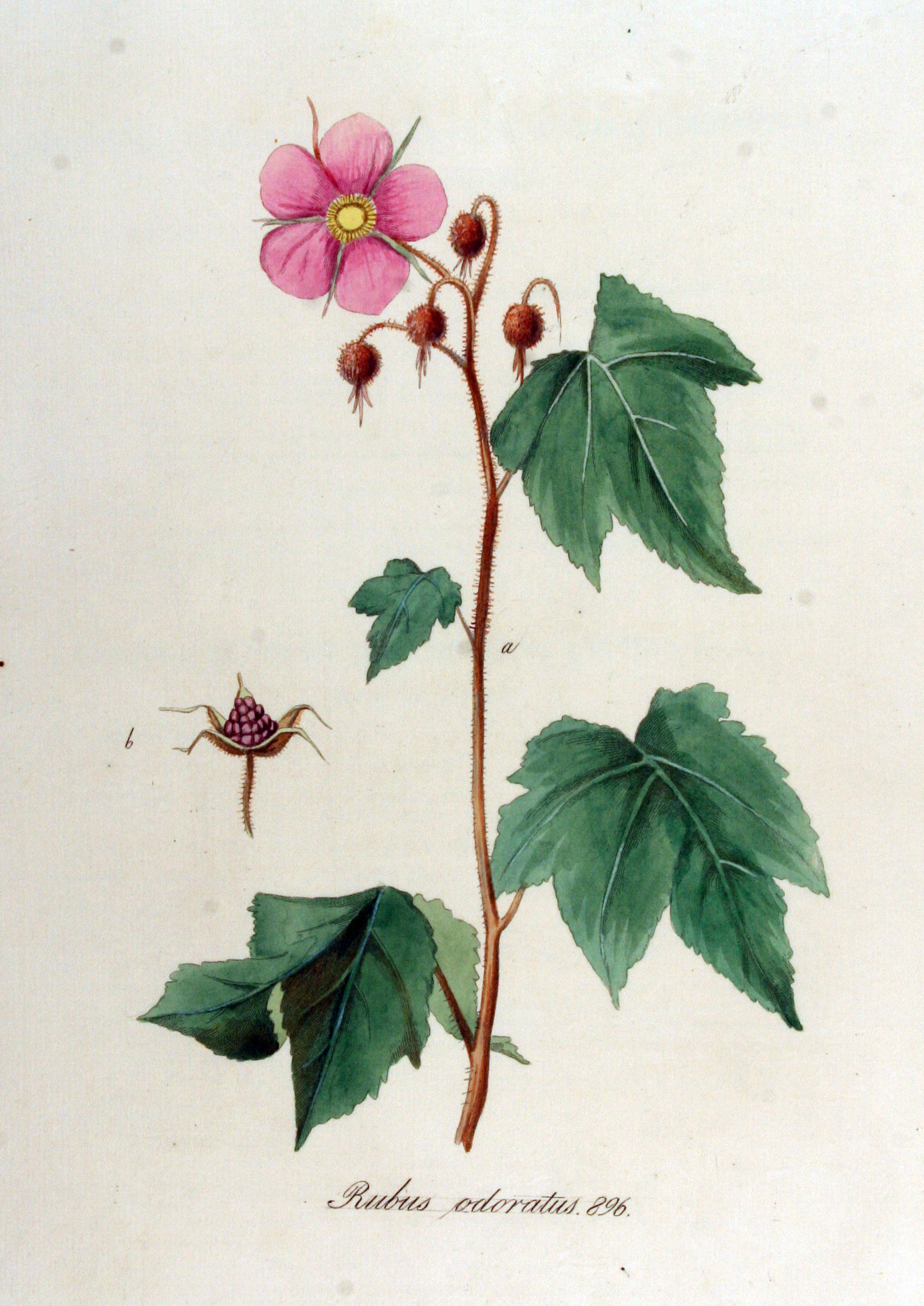
Ilustración

## Descripción
Alcanza un tamaño de 15–22 dm de altura. Florece en pleno verano, y sus flores son muy aromáticas, de color rosado a blancuzco. Produce fruta en otoño. El fruto recuerda al de Rubus idaeus pero chato y grande; da muchas drupelas y sabe algo rasposo. Las hojas son grandes y parecidas a dolmas (hojas de parra. Tallos sin espinas, corteza se desprende en tiras.
Se usa fundamentalmente en jardinería, como planta ornamental.

## Taxonomía
Rubus odoratus fue descrita por Carlos Linneo y publicado en Species Plantarum 1: 494. 1753.
Etimología
Ver: Rubus
odoratus: epíteto latíno que significa "olorosa"
Variedades
- Rubus odoratus f. albus Zabel ex C.K.Schneid.

Sinonimia
- Bossekia odorata (L.) Greene
- Rubacer columbianum (Millsp.) Rydb.
- Rubacer odoratum (L.) Rydb.
- Rubus columbianus (Millsp.) Rydb.
- Rubus glandulifolius Salisb.
- Rubus grandifolius Salisb.
- Rubus odoratus var. columbianus Millsp.
- Rubus odoratus var. odoratus
- Rubus quinquelobus Stokes[3]